# Cooley High
Cooley High è un film del 1975 diretto da Michael Schultz.
Nel 2021 è stato scelto per la conservazione nel National Film Registry della Biblioteca del Congresso degli Stati Uniti.